# گیلی موتانگ

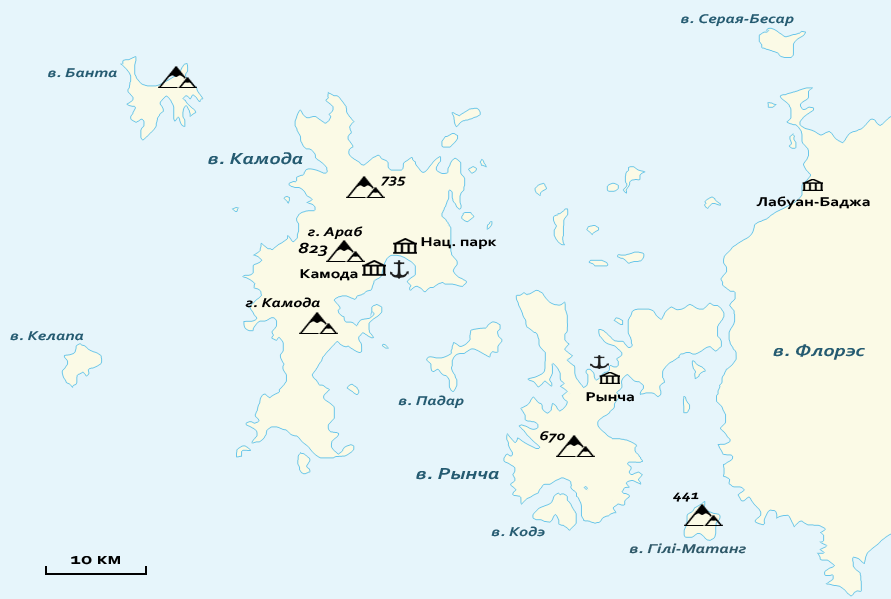
گیلی موتانگ

گیلی موتانگ جزیره‌ای کوچک در شرق پدر آلفا است. این جزیره بخشی از زنجیره جزایر سوندای کوچک است، که به همراه جزایر سوندای بزرگ در غرب آن، جزایر سوندا را می‌سازند. گیلی موتانگ در اصل آتشفشانی است و مساحتی برابر با ۳۰ کیلومتر مربع دارد.
جزیره گیلی موتانگ زیستگاه نزدیک به ۱۰۰ اژدهای کومودو است و بخشی از پارک ملی کومودو به‌شمار می‌رود. به عنوان بخشی از این پارک، گیلی موتانگ در سال ۱۹۹۱ جزء میراث جهانی یونسکو شد.